# Kynofobie
Kynofobie je specifická fobie charakterizovaná strachem ze psů patřící mezi zoofobie. Slovo je odvozeno z řeckých slov κύων kýon (pes) a φόβος phobos (strach). Stav se také nazývá canofobie odvozením z latinského slova canis (pes).[zdroj?]
Jistě existuje přirozený strach ze psů, protože jsou to predátoři, jako fobie je však označován pouze takový stav, kdy se člověk psům až cíleně vyhýbá nebo se dostane do stavu paniky, když je se psem konfrontován. Iracionality svého chování si člověk může být vědom a psi se mu dokonce mohou líbit.

## Příčiny
Příčiny vzniku kynofobie se dělí na několik typů.

### Věk
Jeanette M. Bruce a William C. Sanderson v publikaci Specific Phobias došli k názoru, že věk vzniku zvířecích fobiií bývá rané dětství, mezi pěti a devíti lety věku. Studie provedená v Jižní Americe Dr. Willemem A. Hoffmannem a Lourensem H. Humanem tento závěr potvrzuje také u pacientů trpící kynofobií, jako další fobie se může vyvinout až ve věku 20 let.

### Pohlaví
Bruce a Sanderson také uvádějí, že zvířecí fobie se častěji vyskytují u žen než u mužů. Dr. B.K. Wiederhold, psychiatr zkoumající terapii pomocí virtuální reality jako metodu možnou pro poruchy úzkosti, navíc uvádí, že ačkoli se porucha vyskytuje u mužů i u žen, 75 % až 90 % pacientů se specifickými zoofobiemi jsou ženy.

### Získaná fóbie
Současná teorie o získaném strachu prezentovaná Dr. S. Rachmanem v roce 1977 uvádí, že existují tři podmínky, při kterých se strach vyvine. Jsou to přímá osobní zkušenost, zkušenost pozorováním a pak zkušenost informační či instrukční. Přímá osobní zkušenost může být například osobní negativní setkání se psem, jako třeba pokousání. Příkladem zkušenosti získané pozorováním může být rozvinutí strachu ze psů poté, kdy člověk vidí přítele, kterého napadnul pes. Zatímco oba tyto druhy zkušeností zahrnují setkání s živým psem, informační či instruktážní zkušenost je jednoduše získaná informace, ať už přímo či nepřímo (například z knihy, filmu či náznaků od rodičů zahrnujících třeba jen vyhýbání se psům nebo nelibost), o tom, že psů je třeba se bát.
Na State University of New York byla provedena studie ohledně rozlišování významu těchto tří podmínek vývoje kynofobie. Třicet sedm žen ve věku 18–21 let bylo rozřazeno do dvou skupin podle toho, zda se psů bály či ne. Dále každá z žen vyplňovala dotazník, který zjišťoval, zda někdy zažila hrozivou a/nebo bolestivou konfrontaci se psem, jaká jsou její očekávání při setkání se psem (bolest, strach apod.) a subjektivně jaká je pravděpodobnost, že se její očekávání naplní. Z výsledků vyplynulo, že zatímco očekávání ohledně setkání se psy u těch žen, jež se psů nebály, byla různá, bolestivé zážitky se u obou skupin vyskytovaly ve stejné míře; proto studie uvedla závěr, že vliv na to, zda se vyvine fobie, musí mít i jiné faktory.
Ačkoli Rachmanova teorie je běžně akceptovaným modelem získávání strachu, uváděly se případy kynofobie, u nichž nebyla zjištěna žádná z těchto tří příčin. Dr. Arne Öhman ve svém projevu na 25. výročním setkání Společnosti pro psychofyziologický výzkum (anglicky Society for Psychophysiological Research) řekl, že zoofobie jsou pravděpodobně evolučním pozůstatkem potřeby „uniknout a předejít tomu, aby se člověk stal kořistí predátorů“. Dr. Martin Antony zase ve své knize Overcoming Animal/Insect Phobias (Překonávání fobie ze zvířat / hmyzu) uvádí, že při absenci Rachmanových tří příčin mohou být čtvrtou příčinou akvizice strachu biologické faktory, pokud je pacientova paměť zdravá — což znamená, že strach se dědí nebo je návratem do dřívějšího genetického obranného mechanismu. Tyto příčiny v každém případě mohou ve skutečnosti být zevšeobecněním složité směsi učení a genetiky.

## Náprava
Fobii lze obvykle napravit pomocí psychologického vedení. Nejúčinnější léčbou tohoto typu fóbie je metoda návyku, při které je poškozený postupně vystaven situacím, které mu způsobují úzkost, počínaje situacemi, které vyvolávají velmi malou úzkost.